# Пульянелло
Пульянелло (італ. Puglianello) — муніципалітет в Італії, у регіоні Кампанія,  провінція Беневенто.
Пульянелло розташоване на відстані близько 180 км на південний схід від Рима, 50 км на північ від Неаполя, 30 км на захід від Беневенто.
Населення — 1370 осіб (2014).
Щорічний фестиваль відбувається 25 липня. Покровитель — San Giacomo.

## Демографія
Населення за роками:

Станом на 1 січня 2023 року в муніципалітеті офіційно проживали 52 іноземці з 15 країн, серед них 17 громадян країн Євросоюзу та 1 громадянин України.

## Сусідні муніципалітети
- Аморозі
- Файккіо
- Рув'яно
- Сан-Сальваторе-Телезіно

## Персоналії
- Антоніо Франко — ватиканський дипломат.